# Taihō Kōki
Taihō Kōki 大鵬幸喜 (Hokkaido, 29 de maio de 1940 – Tóquio, 19 de janeiro de 2013) foi um lutador de sumô japonês.

## Biografia
Nascido Kōki Naya, foi o quadragésimo oitavo Yokozuna. Iniciou a carreira em 1956, obtendo façanhas como vencer oito campeonatos de forma invicta. Encerrou a carreira em 1971.
Kōki venceu 32 campeonatos de torneios entre 1960 e 1971, um recorde inigualável até 2015 (quando foi ultrapassado por Hakuhō Shō). O seu domínio era tal que ele venceu seis torneios seguidos em duas ocasiões e venceu 45 partidas consecutivas entre 1968 e 1969, que na época era a melhor sequência de vitórias desde Futabayama na década de 1930. Ele é o único lutador a ganhar pelo menos um campeonato a cada ano da sua carreira na primeira divisão.
Ele era um grande campeão popular, especialmente entre mulheres e crianças.

Quando Kōki morreu em Janeiro de 2013, ele foi amplamente citado como o maior lutador de sumo do período pós-guerra. Desde então, Hakuhō, que considerava Taihō um mentor, superou o seu recorde ao vencer o seu 33.º campeonato em Janeiro de 2015.